# Ctenus levipes
Ctenus levipes là một loài nhện trong họ Ctenidae.
Loài này thuộc chi Ctenus. Ctenus levipes được miêu tả năm 1912 bởi Arts.